# Rohr bei Hartberg
Rohr bei Hartberg osztrák község Stájerország Hartberg-fürstenfeldi járásában. 2017 januárjában 1452 lakosa volt.

## Elhelyezkedése

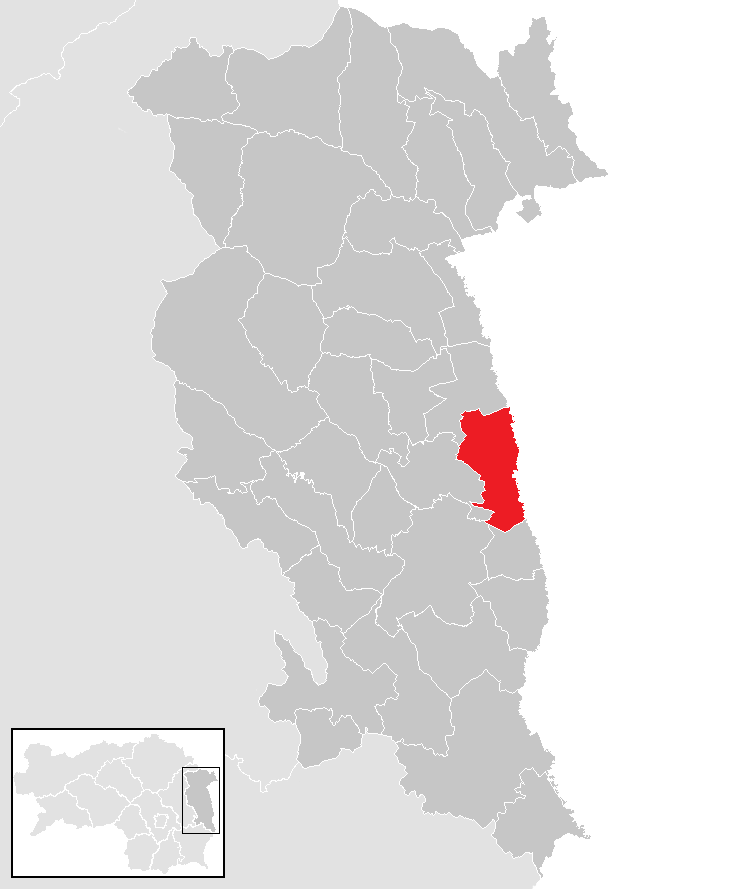
Rohr bei Hartberg a Hartberg-fürstenfeldi járásban

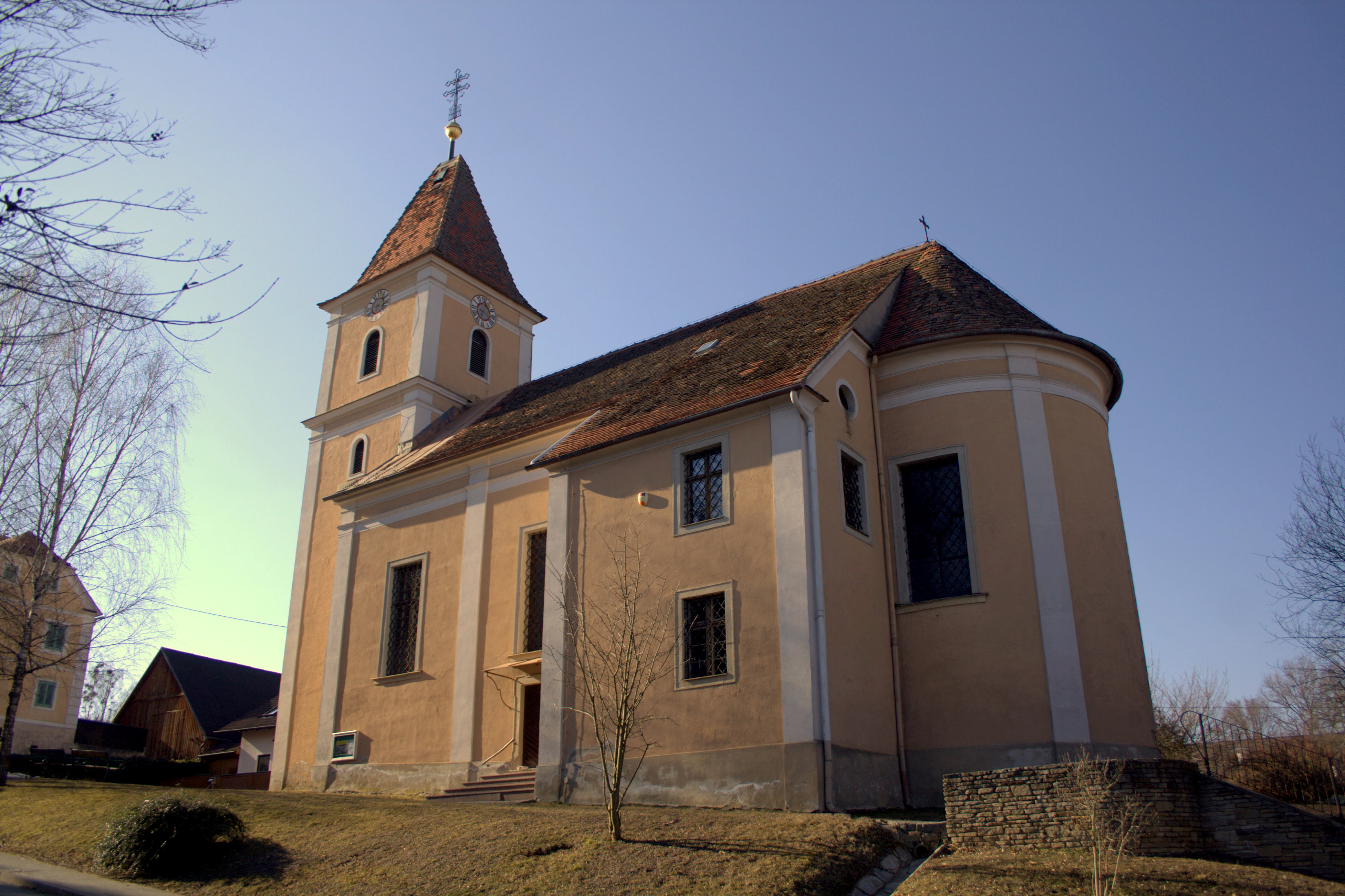
A Szt. Flórián-templom

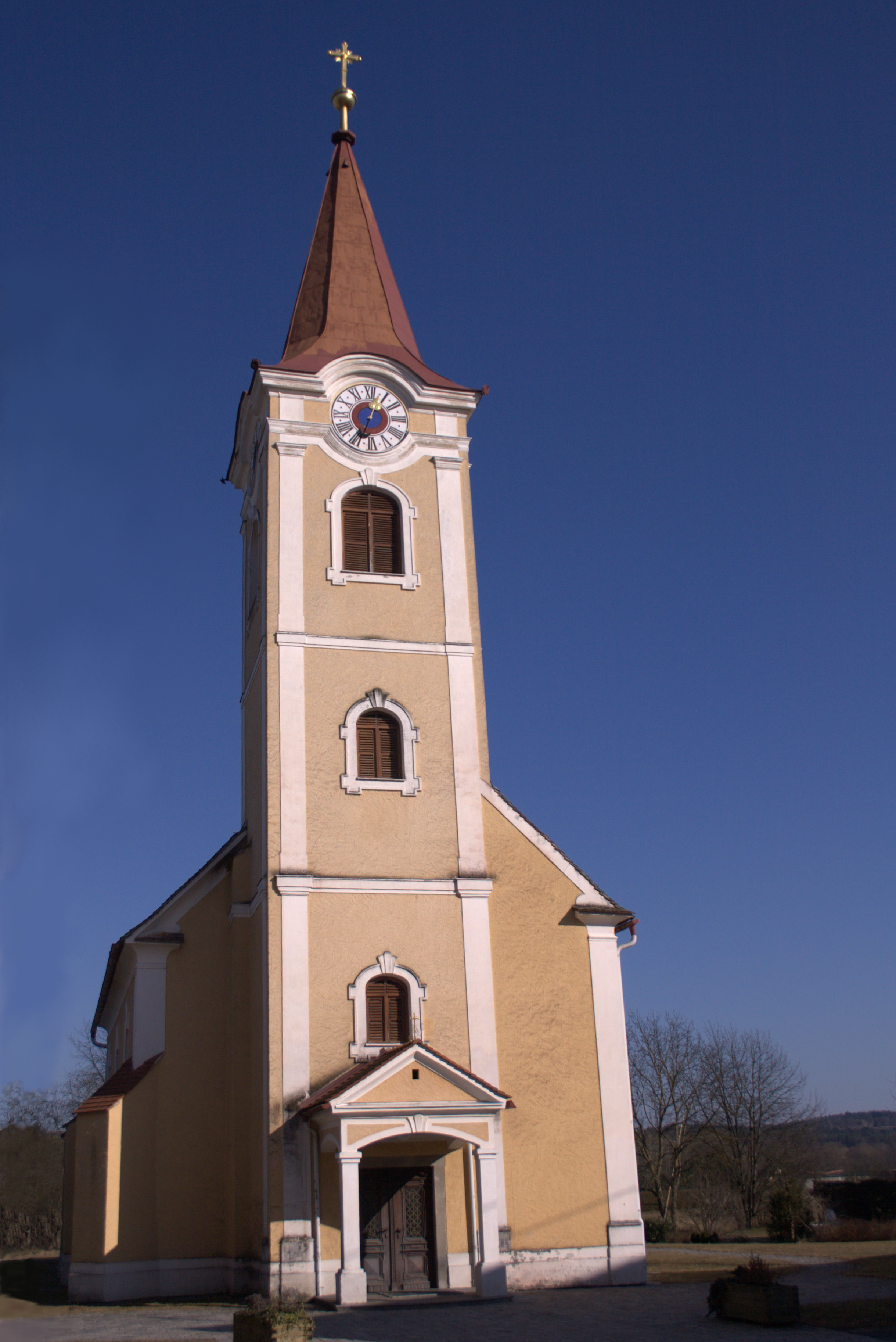
A Szt. György-templom

Rohr bei Hartberg a Kelet-stájerországi dombság keleti peremén fekszik, 7 km-re délkeletre a járási központ Hartbergtől. Területén átfolyik a Lungitzbach, keleti határát pedig (egyben a stájer-burgenlandi határt) a Lapincs folyó alkotja. Lakott területek elsősorban nyugati felén találhatóak, a keleti túlnyomórészt erdő (Ghartwald). Az  önkormányzat 3 települést egyesít:      Oberrohr (198 lakos), Unterrohr (902 lakos) és Wörth an der Lafnitz (373 lakos).
A környező önkormányzatok: délre Neudau, nyugatra Buch-Sankt Magdalena, északra Sankt Johann in der Haide, keletre Vasfarkasfalva, délkeletre Vörthegy és Vághegy (utóbbi három Burgenlandban). 	

## Története
A mai község területét 1166-ban kapta meg Gottschalk von Neuberg a szomszédos Neudau és Wörth helyével együtt. Utóbbiakat a 13. század végén említik először írásban, Unterrohrt pedig csak 1363-ban. Mivel azonban Oberrohr neve már 1265-ben szerepel egy oklevélben, már akkor léteznie kellett Unterrohrnak is. 
Ober- és Unterrohr 1482-ben a pöllaui apátság birtokába került és ott is maradt a feudális nagybirtokrendszer 1848-as felszámolásáig. A 16. század közepén előbbi 34, utóbbi 25 jobbágytelekből állt. 
Az évszázadok során a magyar határ mentén fekvő falvak sokat szenvedtek a háborúktól. 1418-ban a magyarok, 1532-ben a törökök pusztították el a településeket. 1621-ben Bethlen Gábor erdélyi fejedelem, 1683-ban Thököly Imre hadai dúlták fel. 1704-ben a törökök gyújtották fel, 1707-ben pedig Rákóczi kurucai pusztították el teljesen. 
1770-re a falvak magukhoz tértek a háborús idők megpróbáltatásaiból, Mária Terézia idején Unterrohrnak 620 lakosa volt. 
1850-ben megalakultak a községi önkormányzatok. 1959-ben Unterrohrt és Oberrohrt Rohr bei Hartberg néven egyesítették. A 2015-ös stájerországi közigazgatási reform során az addig önálló Wörth an der Lafnitzot is a községhez csatolták. 

## Lakosság
A Rohr bei Hartberg-i önkormányzat területén 2017 januárjában 1452 fő élt. A lakosságszám 1890-ben érte el a csúcspontját 1739 fővel, azóta 1400-1500 között stabilizálódott. 2015-ben a helybeliek 95,6%-a volt osztrák állampolgár; a külföldiek közül 0,9% a régi (2004 előtti), 2,9% az új EU-tagállamokból érkezett. 2001-ben a lakosok 92,4%-a római katolikusnak, 2,1% evangélikusnak, 1,6% ortodox kereszténynek, 1,8% pedig felekezet nélkülinek vallotta magát. Ugyanekkor 5 magyar (0,5%) élt a községben.

## Látnivalók
- az unterrohri Szt. Flórián-plébániatemplom a mai formájában 1732-ben épült Remigius Horner tervei alapján (helyén már korábban is állt egy templom). Főoltára 1852-ből való, a Józsefet és Máriát ábrázoló oldaloltár 1746-ból. Harangja 17. századbeli. A plébánia 1781-1786 között épült.
- a wörthi Szt. György-plébániatemplom
- Oberrohr kápolnája
- a 17. századi Mária-oszlop Wörthben

## Fordítás
- Ez a szócikk részben vagy egészben  a   Rohr bei Hartberg című német Wikipédia-szócikk ezen változatának fordításán alapul.  Az eredeti cikk szerkesztőit annak laptörténete sorolja fel. Ez a jelzés csupán a megfogalmazás eredetét és a szerzői jogokat jelzi, nem szolgál a cikkben szereplő információk forrásmegjelöléseként.